# Majilovac
Majilovac es un pueblo ubicado en el municipio de Veliko Gradište, en el distrito de Braničevo, Serbia.

## Superficie
Posee una superficie de 15,55 kilómetros cuadrados.

## Demografía
Hasta 2011 la población era de 788 habitantes, con una densidad de población de 50,69 habitantes por kilómetro cuadrado.